# Langenneufnach
Langenneufnach è un comune tedesco di 1 698 abitanti, situato nel land della Baviera.